# Monte Sacro Alto
Monte Sacro Alto är Roms tjugoåttonde quartiere och har beteckningen Q. XXVIII. Quartiere Monte Sacro Alto är uppkallat efter kullen Monte Sacro. Quartiere Monte Sacro Alto bildades år 1961.

## Kyrkobyggnader
- Sant'Achille
- San Giovanni Crisostomo
- San Mattia
- San Ponziano

## Övrigt
- Parco Talenti
- Parco delle Mimose
- Parco della Cecchina

## Bilder
| - Sant'Achille. - San Mattia. - San Ponziano. |